# Grand Conseil du canton d'Argovie
Législature 2024-2028
Aarau
Le Grand Conseil du canton d'Argovie (en allemand : Grosse Rat des Kantons Aargau) est le parlement du canton d'Argovie. 

## Composition
Le Grand Conseil est composé de 140 membres.